# (144096) Wiesendangen
(144096) Wiesendangen ist ein etwa ein Kilometer messender Hauptgürtelasteroid, der am 23. Januar 2004 von Markus Griesser, dem langjährigen Leiter der Winterthurer Sternwarte Eschenberg, entdeckt wurde.
Anfang April 2007 wurde der Asteroid mit offizieller Zustimmung der Internationalen Astronomischen Union (IAU) nach dem Dorf Wiesendangen bei Winterthur benannt, in dem der Entdecker des Asteroiden mit seiner Familie seit mehr als 30 Jahren wohnt.